# Kroonglas (optisch glas)
Onder kroonglas verstaat men alle optische glassoorten met een getal van Abbe groter dan 50. Kroonglas wordt onder andere gebruikt voor het vervaardigen van, voor chromatische aberratie, gecorrigeerde lenzenstelsels.

## Typische samenstelling
- Kwarts (SiO2): ca. 73 %
- Natriumoxide (Na2O): ca. 5 %
- Kaliumoxide (K2O): ca. 17 %
- Calciumoxide (CaO): ca. 3 %
- Aluminiumoxide (Al2O3): ca. 2 %

Ten gevolge van het hoge kwartsgehalte is kroonglas moeilijk smeltbaar. Het heeft een relatief lage brekingsindex van ca. 1,5...1,6.

## Toepassing
Kroonglas is reeds honderden jaren bekend. Vroeger werd het vooral gebruikt voor brillenglazen en vensterruiten. Tegenwoordig vindt het ook veelvuldig toepassing voor meer lenzen en spiegels voor allerlei optische instrumenten. Vanwege zijn geringe dispersie (getal van Abbe ca. 60) wordt het in combinatie met flintglas (met een hoge dispersie) gebruikt voor het corrigeren van chromatische aberratie.